# Herinneringskruis voor Vrijwillige Ziekenzorg in Oorlogstijd
Het Herinneringskruis voor Vrijwillige Ziekenzorg in Oorlogstijd (Duits: Erinnerungskreuz für freiwillige Krankenpflege im Kriege) was een onderscheiding van het koninkrijk Saksen. De onderscheiding werd op 11 oktober 1915 ingesteld door koning Friedrich August van Saksen. Het kruis wordt tot de militaire onderscheidingen gerekend.
Men verleende het kruis aan mannen, vrouwen en "maagden" (ongehuwde vrouwen).  
In 1912 werd al een roodomrand Erekruis voor Vrijwillige Ziekenzorg ingesteld. Dat kruis leek sterk op het eerdere Herinneringskruis voor de Jaren 1870/71. Het kruis werd voor verdiensten op het gebied van vrijwillige ziekenzorg tijdens de Frans-Duitse Oorlog en andere "hoogstaande en opofferende daden" tijdens die oorlog uitgereikt. In 1912 werd een civiel Erekruis ingesteld dat sterk op deze voorganger lijkt. In de Eerste Wereldoorlog zouden ook twee Saksische oorlogsonderscheidingen, dit Herinneringskruis voor Vrijwillige Ziekenzorg in Oorlogstijd en het Herinneringskruis voor Vrijwillige Welzijnszorg in Oorlogstijd deze vorm krijgen. Details zoals de kleur van het emaille en het lint verschilden. Het Herinneringskruis voor Vrijwillige Ziekenzorg in Oorlogstijd werd aan een lint met brede zwarte biezen en de drie groene strepen gedragen.

## Uiterlijk
Het Herinneringskruis was een verguld bronzen kruis pattée dat op een krans van eikenblad en lauweren was gelegd.  Op de voorzijde was een blauwomrand gouden medaillon gelegd met het gekroonde verstrengelde monogram "J" van de stichter. Op de blauw geëmailleerde ring zijn zes gouden sterretjes aangebracht. Op de keerzijde staan de jaartallen "1914/15". De medaillons zijn bij sommige kruisen apart vervaardigd en op het kruis gemonteerd. Er zijn ook kruisen uit één stuk.   
Het kruis heeft een diameter van 27 millimeter en weegt 11,3 gram.
Het werd aan een wit lint met zwarte bies en drie brede groene strepen op de linkerborst of door dames aan een strik van dezelfde stof op de linkerschouder gedragen.